# Ronald C. Kessler
Pour les articles homonymes, voir Kessler.
Ronald C. Kessler, né le 26 avril 1947 à Bristol, en Pennsylvanie, est un sociologue américain étudiant les impacts de la société sur les maladies mentales. Il est professeur de la Harvard Medical School depuis 2014 et recherche actuellement un traitement de précision pour déterminer les procédures d'intervention à entreprendre en fonction de chaque patient.

## Biographie

### Éducation
Ronald Kessler rejoint l'université Temple, où il reçoit un Bachelor's degree (licence) en sociologie en 1970. Il continue ses études à l'université de New York où il reçoit son doctorat en sociologie en 1975. Il devient chercheur postdoctoral à l'université du Wisconsin et y reçoit le titre de fellow en 1977. Kessler rejoint la faculté de sociologie de l'université du Michigan en 1979.

### Carrière
Kessler devient en professeur de sociologie et directeur de programme à l'Institut de recherche en sciences sociales de l'université du Michigan (en) avant de rejoindre la Harvard Medical School en 1994.

## Travaux
De 2017 à 2020, Kessler et ses collègues à la HMS effectuent des recherches qui leur ont permis de prédire des cas de trouble de stress post-traumatique.
Il est le chercheur avec le plus haut indice h de tous les temps en date de 2022, avec un indice de 316, pour un total de 466 308 citations.